# میتسوبیشی تترا
میتسوبیشی تترا (Mitsubishi TETRA) خودرویی است که در سال‌های ۱۹۹۷تولید شده‌است. طراحی آن موتور جلو و خودرو چهار چرخ محرک بوده ‌است. سیستم جعبه‌دندهٔ آن ۵ دنده به صورت خودکار است.